# Francisco Itaciano Teixeira
Francisco Itaciano Teixeira (Recife, 25 de janeiro de 1860 - Curitiba, 29 de janeiro de 1896) foi um advogado e desembargador brasileiro. Foi o segundo procurador-geral do Ministério Público do Paraná.

## Biografia
Filho de Augusto Teixeira e de Felefepa Honorata Teixeira, fez todos os estudos em sua terra natal e formou-se em Direito pela Faculdade de Direito de Recife. 
Mudou-se para o sul do Brasil, onde foi nomeado Juiz Municipal das cidades de Campo Largo e Palmeira em 1880. Em 1890 e 1892, foi nomeado o primeiro Juiz da Comarca de Tibagi e Juiz de Direito da Comarca de Ponta Grossa, respectivamente.
Em 1892, assumiu o cargo de procurador-geral do Estado do Paraná. Em 8 de maio de 1894, foi nomeado Desembargador do  Superior Tribunal de Justiça do Paraná, elaborando o "Plano de Reorganização da Justiça do Estado do Paraná", aprovado na ALEP.